# Vincenzo Di Mauro
Vincenzo Di Mauro (* 1. prosince 1951 Monza) je italský římskokatolický duchovní a emeritní arcibiskup-biskup Vigevana.

## Život
Narodil se 1. prosince 1951 v Monze.
Vstoupil do kněžského semináře v Saronno a poté ve Venegono. Dne 12. června 1976 byl kardinálem Giovanni Colombem vysvěcen na kněze a inkardinován do milánské arcidiecéze. Stal se farním vikářem farnosti Maria Regina Pacis v Miláně. Je absolventem studia moderní literatury a žurnalistiky na Katolické univerzitě Nejsvětějšího Srdce. Studoval také ekonomii a obchod na Univerzitě Salerno.
Od roku 1981 byl farním vikářem baziliky svatého Ambrože a o dva roky později začal působit jako diecézní asistent Katolické akce pro chlapce. Roku 1994 byl ustanoven úředníkem Svatého stolce a vedoucím kanceláře Papežské rady pro laiky. Po svém návratu do Milána roku 1998 sloužil ve farnosti Santa Maria di Caravaggio.
Dne 2. ledna 2004 jej papež Jan Pavel II. jmenoval delegátem pro všeobecnou sekci Správy majetku Apoštolského stolce. Dne 3. září 207 byl papežem Benediktem XVI. jmenován sekretářem Prefektury ekonomických záležitostí Apoštolského stolce s povýšením na titulárního biskupa z Arpi. Biskupské svěcení přijal 29. září z rukou papeže a spolusvětiteli byli kardinál Tarcisio Bertone a kardinál Marian Jaworski.
Dne 22. listopadu 2010 byl ustanoven biskupem koadjutorem diecéze Vigevano s udělením titulu arcibiskupa ad personam 12. března 2011 nastoupil po rezignaci biskupa Claudia Bagginiho na post diecézního biskupa.
Dne 21. července 2012 přijal papež jeho rezignaci ze zdravotních důvodů.